# Abbesbüttel
Abbesbüttel is een plaats in de Duitse gemeente Meine, deelstaat Nedersaksen, en telt 1190 inwoners (2006).